# أوليفر هاين
أوليفر هاين (بالألمانية: Oliver Hein) (20 مارس 1990 في ألمانيا - ) هو لاعب كرة قدم ألماني في مركز الوسط. لعب مع يان ريغينسبورغ.

## وصلات خارجية
- أوليفر هاين على موقع قاعدة بيانات كرة القدم.إي يو (الإنجليزية)
- أوليفر هاين على موقع بيانات كرة القدم. دي إي (الألمانية)
- أوليفر هاين على موقع Soccerway.com (الإنجليزية)
- أوليفر هاين على موقع عالم كرة القدم.نت (الإنجليزية)